# OC-135B 오픈 스카이

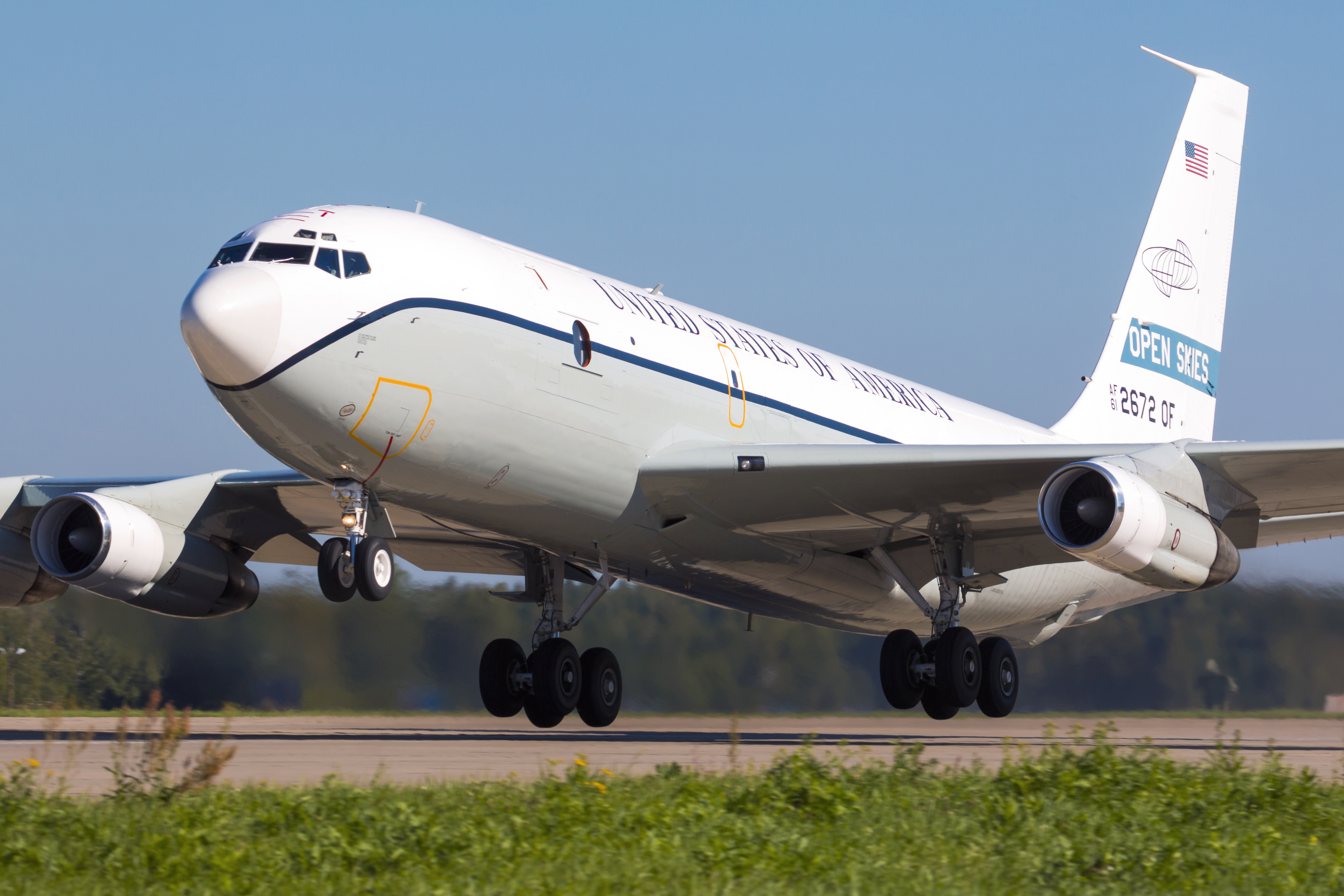

OC-135B 오픈 스카이는 미국 공군이 항공자유화조약에 의해 인증받은 정찰기이다. 3대를 사용중이다. 오펏 공군 기지의 미국 공군 제55 비행단, 미국 공군 제45 정찰 비행대대에 배속되어 있다.

## 같이 보기
- 보잉 KC-135 스트래토탱커
- 보잉 WC-135 콘스탄트 피닉스
- 보잉 RC-135